# Nick Wormald
Pour les articles homonymes, voir Wormald.
Nicholas Charles Wormald est un mathématicien australien et professeur de mathématiques à l'université Monash. Il est spécialisé dans la combinatoire probabiliste, la théorie des graphes, les  algorithmes de graphes, les arbres de Steiner, les graphes Web (en), l'optimisation des mines et d'autres domaines de la combinatoire.

## Formation et carrière
En 1979, Wormald a obtenu un doctorat en mathématiques de l'université de Newcastle avec une thèse intitulée Some problems in the enumeration of labelled graphs (Quelques problèmes dans l'énumération des graphes étiquetés) sous la direction de Robert William Robinson.

## Travaux
En 1979, il a résolu un problème de Paul Erdős sur la coloration des graphes (prix de 25 dollars attribué par Erdős). Il a utilisé un ordinateur pour construire un ensemble plan de 6 448 points sans triangles équilatéraux de longueur 1, dont le graphe associé (les points étaient respectivement reliés si distance 1) ne pouvait pas être coloré avec trois couleurs (nombre chromatique 4), contrairement à la supposition d'Erdös et à sa surprise.

## Prix et distinctions
En 1993 il est lauréat de la médaille de la Société mathématique australienne avec Peter Forrester.
En 2006, il a reçu la médaille Euler de l'Institut de combinatoire et ses applications. Il a été titulaire de la chaire de recherche du Canada en combinatoire et optimisation à l'université de Waterloo. En 2012, il a reçu une bourse Australian Laureate Fellowship (en) pour ses réalisations. En 2017, il a été élu membre de l'Académie australienne des sciences.
En 2018, Wormald a été conférencier invité au Congrès international des mathématiciens à Rio de Janeiro.

## Publications (sélection)
- Nicholas C. Wormald, « Models of random regular graphs », London Mathematical Society Lecture Note Series, Cambridge University Press,‎ 1999, p. 239–298 (lire en ligne)
- Peter Eades et Nicholas C. Wormald, « Edge crossings in drawings of bipartite graphs », Algorithmica, Springer, vol. 11, no 4,‎ 1994, p. 379–403 (DOI 10.1007/BF01187020)
- Nicholas C. Wormald, « Differential equations for random processes and random graphs », Annals of Applied Probability (en), JSTOR,‎ 1995, p. 1217–1235 (DOI 10.1214/aoap/1177004612 , lire en ligne)
- Nicholas C Wormald, « The differential equation method for random graph processes and greedy algorithms », Lectures on approximation and randomized algorithms, Citeseer,‎ 1999, p. 73–155 (lire en ligne)
- Robert W. Robinson et Nicholas C. Wormald, « Almost all regular graphs are Hamiltonian », Random Structures & Algorithms, Wiley Online Library, vol. 5, no 2,‎ 1994, p. 363–374 (DOI 10.1002/rsa.3240050209, lire en ligne)
- Brendan D McKay et Nicholas C Wormald, « Asymptotic enumeration by degree sequence of graphs with degrees  o ( n ½ )  », Combinatorica, Springer, vol. 11, no 4,‎ 1991, p. 369–382 (DOI 10.1007/bf01275671, lire en ligne)
- Angelika Steger et Nicholas C. Wormald, « Generating random regular graphs quickly », Combinatorics, Probability and Computing, Cambridge Univ Press, vol. 8, no 4,‎ 1999, p. 377–396 (DOI 10.1017/S0963548399003867, lire en ligne)
- Nicholas C. Wormald, « The asymptotic connectivity of labelled regular graphs », Journal of Combinatorial Theory, Elsevier, b, vol. 31, no 2,‎ 1981, p. 156–167 (DOI 10.1016/S0095-8956(81)80021-4 )